# Salvaguardias nucleares

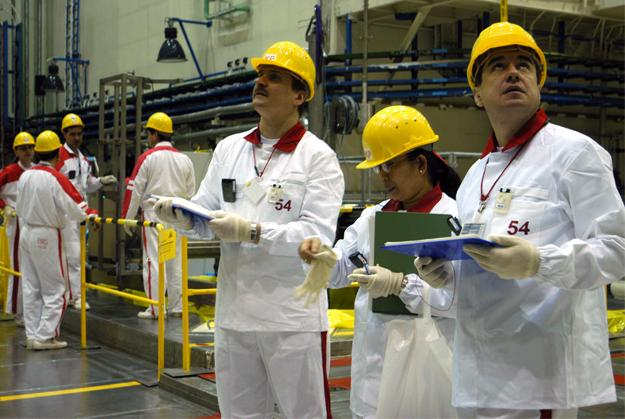
Equipo de inspectores de salvaguardias del OIEA (en unas prácticas)

Las salvaguardias nucleares son las medidas de examen y supervisión que ejercidas sobre la industria de un determinado país permiten comprobar que su uso de la tecnología nuclear se orienta solo a fines pacíficos y no a un desarrollo militar para obtener armas nucleares. Las principales actividades de salvaguardias nucleares son las que aplica el Organismo Internacional de Energía Atómica (OIEA); en el ámbito regional tienen también una importancia considerable las salvaguardias nucleares que aplica para la Unión Europea la agencia Comunidad Europea de la Energía Atómica (Euratom).

## Base legal de las salvaguardias en el Derecho Internacional
El principio de aplicación de las salvaguardias nucleares se encuentra recogido en el artículo III del Tratado de No Proliferación Nuclear (TNP). Leídos conjuntamente, este artículo y el artículo IV recogen la previsión de que los Estados no dotados de armas nucleares firmantes del Tratado y que se sometan a las salvaguardias nucleares administradas por el OIEA podrán desarrollar con libertad las aplicaciones de la energía nuclear con fines pacíficos y podrán también beneficiarse de la cooperación de otros Estados y de la asistencia del OIEA para ese objetivo.
El Artículo III del TNP establece que el OIEA administra las salvaguardias internacionales para verificar que los Estados partes en el TNP que no poseen armas nucleares cumplan el compromiso de no proliferación que han contraído, “con miras a impedir que la energía nuclear se desvíe de usos pacíficos hacia armas nucleares u otros dispositivos nucleares explosivos”.
El Artículo IV del TNP prevé que el OIEA facilitará y proporcionará un conducto para los esfuerzos encaminados “al mayor desarrollo de las aplicaciones de la energía nuclear con fines pacíficos, especialmente en los territorios de los Estados no poseedores de armas nucleares que sean Partes en el Tratado, teniendo debidamente en cuenta las necesidades de las regiones en desarrollo del mundo”.

## Los Acuerdos de Salvaguardias del OIEA
Los Estados que firman el TNP como Estados no dotados de armas nucleares se obligan a aceptar la aplicación de salvaguardias sobre su industria y sus actividades por parte del OIEA. Para ello concluyen un acuerdo de salvaguardias con el Organismo.
Los tipos de salvaguardias que el OIEA aplica dependen de los Acuerdos que tiene firmados con los países. En virtud de ellos, se pueden tener los siguientes tipos:

#### Acuerdos de salvaguardias amplias
Los Acuerdos de Salvaguardias Amplias (ASA) que el OIEA firma con los distintos Estados sirven para que el Departamento de Salvaguardias del OIEA pueda verificar que los materiales nucleares no se desvíen de su uso legítimo con fines pacíficos hacia fines militares. Estos  acuerdos tienen une alcance global, que incluye dentro de su ámbito de aplicación a todas las instalaciones y actividades de un Estado. Dichas salvaguardias son aplicadas por los inspectores del OIEA en colaboración con las autoridades nacionales.  
Sin embargo, las sucesivas crisis relacionadas con la proliferación nuclear en el Sureste asiático y en el Oriente Próximo pusieron de manifiesto que era necesario fortalecer cada vez más la función de salvaguardias del OIEA.

#### Protocolos adicionales
Los Protocolos Adicionales a los ASA prevén medidas reforzadas para poder detectar con mayor exactitud cualquier posible desviación de materiales nucleares. Ante las crisis desencadenadas por el desarrollo de programas nucleares no declarados en el Sureste asiático y en el Oriente Próximo a partir del decenio de 1990, la comunidad internacional consideró que se ha hecho necesario el establecimiento (y la universalización) de los Protocolos adicionales a los Acuerdos de salvaguardias, dado que refuerzan considerablemente la capacidad de verificación del OIEA.
El Protocolo Adicional refuerza el sistema de salvaguardias en primer lugar mediante la posibilidad de recabar y recibir información adicional sobre las instalaciones nucleares y sobre actividades relacionadas con el ciclo de combustible nuclear, incluyendo aquellas en las que no se utiliza material nuclear (abarcando actividades como la investigación, fabricación de equipos, etc…), información que será evaluada por el OIEA; y en segundo lugar reforzando los derechos de acceso de los inspectores del OIEA a cualquier lugar dentro de los emplazamientos nucleares y aquellos lugares en los que se desarrollan actividades sujetas a declaración (acceso complementario), con el añadido del factor sorpresa (pasando de inspecciones programadas con los operadores con varios días de antelación a inspecciones anunciadas con sólo 24 horas de antelación).
La puesta en práctica del Acuerdo de Salvaguardias junto con el Protocolos Adicional, más una colaboración de confianza con el país examinado, permiten al OIEA certificar con la mayor fiabilidad la ausencia de desvío del material nuclear hacia fines de proliferación. Una vez que el OIEA consigue alcanzar esa conclusión, puede poner en marcha las medidas denominadas como salvaguardias integradas, que permiten una simplificación de los procedimientos, manteniendo la fiabilidad de las conclusiones.
Para los cinco Estados que han firmado el TNP como Estados dotados de armas nucleares (China, EE. UU., Francia, Rusia y Reino Unido) no existe la obligación de aceptar la aplicación de las salvaguardias del OIEA. Ahora bien, estos cinco Estados han concertado con el OIEA “acuerdos de ofrecimiento voluntario”. Con arreglo a tales acuerdos, estos Estados ofrecen voluntariamente al OIEA determinados materiales nucleares, o instalaciones nucleares, y el OIEA selecciona sobre esa base unas instalaciones donde aplica las salvaguardias.   

## Contenido de las salvaguardias
Las medidas que se aplican para confirmar la ausencia de desvío del material nuclear son de carácter técnico y requieren la cooperación de los Estados sujetos a las inspecciones y actividades de verificación de las organizaciones de salvaguardias (es decir, en primer término el OIEA). Entre estas medidas hay que destacar las siguientes:
- Contabilidad, mediante actividades llevadas a cabo para controlar y registrar las cantidades de materiales nucleares presentes dentro de un área definida y los cambios habidos dentro de determinados periodos de tiempo, informes para los organismos de control y la verificación de la contabilidad del material por estos
- Contención, consistente en la instalación de elementos estructurales en las instalaciones, contenedores o equipos con material nuclear que aseguren la integridad física de un área o un elemento específico y la continuidad del conocimiento del estado del área o del elemento, y que eviten el acceso no detectado y la interferencia o manipulación no autorizada del material nuclear o los equipos.
- Vigilancia, consistente en las inspecciones y la recogida de información "in situ" por los inspectores de las organizaciones de salvaguardias, registrada mediante dispositivos o instrumentos, con la finalidad de detectar la posible interferencia o manipulación no autorizada del material nuclear o los equipos, así como la interferencia o la manipulación del equipo de salvaguardias (sellos, muestras, cámaras de vigilancia, etc).
Los Estados asegurarán que las instalaciones que manejan material nuclear y otras actividades que no involucran material nuclear, también sujetas a obligaciones, están obligadas a suministrar información destinada a las organizaciones de salvaguardias. Además, las instalaciones estarán obligadas a permitir el acceso a sus instalaciones o lugares donde se desarrollan las actividades a los inspectores de las organizaciones de salvaguardias.

## Antecedentes y evolución de las salvaguardias nucleares
Históricamente las primeras medidas de salvaguardias nucleares son las que puso en práctica EE. UU. a partir de 1945 para asegurarse de que los países con los que realizaba una cooperación en el terreno de la industria y la energía nuclear no utilizaran la tecnología con fines militares y de armamento nuclear.
La Agencia atómica europea Euratom, fundada en 1957, estableció medidas de salvaguardias nucleares a fin de posibilitar la cooperación  de EE. UU. con sus Estados miembros en el sector nuclear. 
Por medio del Tratado de No Proliferación Nuclear, que se abrió a la firma en 1968 y entró en vigor en 1970, la comunidad internacional asignó al OIEA la responsabilidad central de aplicar las salvaguardias con carácter universal. 
A partir de ese momento, las posibles disposiciones de alcance regional debían estar sujetas a las previsiones del TNP. 
Por ello, en el ámbito europeo, en 1973 el OIEA, Euratom y los Estados sin armas nucleares de Euratom acordaron  fusionar las salvaguardias aplicables por los dos organismos en esos países, con lo que se abrió la vía para que los Estados sin armas nucleares de Euratom ratificaran el TNP en 1975, renunciando a adquirir armas nucleares y aceptando la verificación conjunta de esta decisión por la Euratom y por el OIEA.  En 1977 entró en vigor el Acuerdo de Salvaguardias entre Euratom y los Estados sin armas nucleares de Euratom y el OIEA; y en 1999 las mismas partes suscribieron el Protocolo Adicional. En 1992 en virtud de un acuerdo entre las dos organizaciones ‘sobre un nuevo enfoque de asociación’, se mantuvo la confianza en las inspecciones realizadas por los inspectores de Euratom y se redujo el número de inspecciones directas que realiza el OIEA en esos Estados.
En conjunto, hoy día la aplicación de las salvaguardias nucleares es una competencia reconocida universalmente al OIEA, que debe certificar su cumplimiento en los informes que se presentan ante su Junta de Gobernadores y su Conferencia General.